# Amstetten Thunder
Gli Amstetten Thunder sono una squadra di football americano di Amstetten, in Austria; fondati nel 1990 come Amstetten Thunderbolts; hanno assunto il nome Thunder nel 2006.

## Dettaglio stagioni

### Tornei nazionali

#### Campionato

##### AFL
| Stagione | regular season | regular season | regular season | regular season | regular season | regular season | playoff | playoff | playoff | playoff | playoff | playoff   | playoff    |
|          | Vin            | Par            | Per            | Tot            | PF             | PS             | Vin     | Per     | Tot     | PF      | PS      | risultato | avversaria |
| -------- | -------------- | -------------- | -------------- | -------------- | -------------- | -------------- | ------- | ------- | ------- | ------- | ------- | --------- | ---------- |
| 2019     | 0              | 0              | 10             | 10             | 116            | 442            | -       | -       | -       | -       | -       | -         | -          |
| Totale   | 0              | 0              | 10             | 10             | 116            | 442            | -       | -       | -       | -       | -       |           |            |

Fonti: Enciclopedia del Football - A cura di Massimo Mezzetti

##### Austrian Football Division 1/AFL - Division I
| Stagione | regular season | regular season | regular season | regular season | regular season | regular season | playoff | playoff | playoff | playoff | playoff | playoff          | playoff               |
|          | Vin            | Par            | Per            | Tot            | PF             | PS             | Vin     | Per     | Tot     | PF      | PS      | risultato        | avversaria            |
| -------- | -------------- | -------------- | -------------- | -------------- | -------------- | -------------- | ------- | ------- | ------- | ------- | ------- | ---------------- | --------------------- |
| 2004     | 2              | 0              | 4              | 6              | 71             | 175            | 0       | 1       | 1       | 0       | 35      | Quarti di finale | Union Leonding Sharks |
| 2016     | 6              | 0              | 2              | 8              | 235            | 205            | 0       | 1       | 1       | 19      | 26      | Semifinale       | Vienna Knights        |
| 2017     | 8              | 0              | 0              | 8              | 280            | 115            | 0       | 1       | 1       | 3       | 14      | Semifinale       | Sankt Pölten Invaders |
| 2018     | 7              | 0              | 1              | 8              | 224            | 84             | 2       | 0       | 2       | 27      | 16      | Campioni         | Vienna Knights        |
| 2021     | 5              | 0              | 1              | 6              | 179            | 97             | 0       | 1       | 1       | 32      | 35      | Semifinale       | Vienna Vikings 2      |
| 2022     | 4              | 0              | 4              | 8              | 209            | 133            | 1       | 1       | 2       | 35      | 66      | Silver Bowl      | Fehérvár Enthroners   |
| 2023     | 8              | 0              | 0              | 8              | 259            | 103            | 1       | 1       | 2       | 54      | 33      | Silver Bowl      | Vienna Knights        |
| Totale   | 40             | 0              | 12             | 52             | 1457           | 912            | 4       | 6       | 10      | 170     | 225     |                  |                       |

Fonti: Enciclopedia del Football - A cura di Massimo Mezzetti

##### Austrian Football Division 2/AFL - Division II
| Stagione | regular season | regular season | regular season | regular season | regular season | regular season | playoff | playoff | playoff | playoff | playoff | playoff                  | playoff               |
|          | Vin            | Par            | Per            | Tot            | PF             | PS             | Vin     | Per     | Tot     | PF      | PS      | risultato                | avversaria            |
| -------- | -------------- | -------------- | -------------- | -------------- | -------------- | -------------- | ------- | ------- | ------- | ------- | ------- | ------------------------ | --------------------- |
| 2008     | 1              | 0              | 5              | 6              | 43             | 168            | -       | -       | -       | -       | -       | -                        | -                     |
| 2009     | 1              | 0              | 5              | 6              | 68             | 154            | 1       | 1       | 2       | 26      | 44      | Challenge Bowl           | Styrian Bears         |
| 2010     | 4              | 0              | 2              | 6              | 137            | 111            | 2       | 0       | 2       | 80      | 6       | Vincitori Challenge Bowl | Schwaz Hammers        |
| 2011     | 6              | 0              | 0              | 6              | 242            | 25             | 0       | 1       | 1       | 3       | 35      | Semifinale               | Schwaz Hammers        |
| 2012     | 3              | 0              | 3              | 6              | 174            | 207            | 0       | 1       | 1       | 38      | 73      | Semifinale               | Budapest Hurricanes   |
| 2013     | 3              | 0              | 5              | 8              | 221            | 247            | 0       | 1       | 1       | 0       | 45      | Semifinale               | Sankt Pölten Invaders |
| 2014     | 4              | 0              | 4              | 8              | 225            | 190            | -       | -       | -       | -       | -       | -                        | -                     |
| 2015     | 7              | 0              | 1              | 8              | 331            | 123            | 1       | 1       | 2       | 55      | 57      | Iron Bowl                | Budapest Wolves       |
| Totale   | 29             | 0              | 25             | 54             | 1441           | 1225           | 4       | 5       | 9       | 202     | 260     |                          |                       |

Fonti: Enciclopedia del Football - A cura di Massimo Mezzetti

### Riepilogo fasi finali disputate
| Anno           | Luogo        | Evento                       | Fase del torneo  | Incontro                                       | Risultato |
| 2004           |              | Austrian Football Division 1 | Quarti di finale | Union Leonding Sharks - Amstetten Thunderbolts | 35 - 0    |
| 4 luglio 2009  | Graz         | Austrian Football Division 2 | Challenge Bowl   | Styrian Bears - Amstetten Thunder              | 30 - 0    |
| 27 giugno 2010 |              | Austrian Football Division 2 | Challenge Bowl   | Amstetten Thunder - Schwaz Hammers             | 61 - 0    |
| 18 giugno 2011 |              | Austrian Football Division 2 | Semifinale       | Schwaz Hammers - Amstetten Thunder             | 35 - 3    |
| 17 giugno 2012 |              | Austrian Football Division 2 | Semifinale       | Amstetten Thunder - Budapest Hurricanes        | 38 - 73   |
| 22 giugno 2013 |              | Austrian Football Division 2 | Semifinale       | Sankt Pölten Invaders - Amstetten Thunder      | 45 - 0    |
| 12 luglio 2015 |              | AFL - Division II            | Iron Bowl        | Amstetten Thunder - Budapest Wolves            | 21 - 24   |
| 17 luglio 2016 |              | AFL - Division I             | Semifinale       | Vienna Knights - Amstetten Thunder             | 26 - 19   |
| 22 luglio 2017 | Amstetten    | AFL - Division I             | Semifinale       | Amstetten Thunder - Sankt Pölten Invaders      | 3 - 14    |
| 21 luglio 2018 | Sankt Pölten | AFL - Division I             | Silver Bowl      | Vienna Knights - Amstetten Thunder             | 13 - 17   |
| 17 luglio 2021 | Vienna       | AFL - Division I             | Semifinale       | Vienna Vikings 2 - Amstetten Thunder           | 35 - 32   |
| 31 luglio 2022 |              | AFL - Division I             | Silver Bowl      | Fehérvár Enthroners - Amstetten Thunder        | 42 - 7    |
| 29 luglio 2023 |              | AFL - Division I             | Silver Bowl      | Amstetten Thunder - Vienna Knights             | 16 - 20   |

## Palmarès
- 1 Silver Bowl (2018)
- 1 Challenge Bowl (2010)